# Дзуффи, Энеа
Энеа Дзуффи (итал. Enea Zuffi, 27 декабря 1891, Турин, Италия — 14 июля 1968) — итальянский футболист, игравший на позиции нападающего. Прежде всего известный по выступлениям за клубы «Торино» и «Ювентус», а также национальную сборную Италии.

## Клубная карьера
Во взрослом футболе дебютировал в 1908 году выступлениями за команду клуба «Торино», в котором провёл два сезона, приняв участие лишь в 9 матчах чемпионата и забил 1 гол.
Своей игрой за эту команду привлёк внимание представителей тренерского штаба клуба «Ювентус», к составу которого присоединился в 1910 году. Сыграл за «старую синьору» следующие два сезона своей игровой карьеры.
В 1912 году вернулся в клуб «Торино», за который отыграл 1 сезон. Завершил профессиональную карьеру футболиста выступлениями за команду «Торино» в 1913 году.

## Выступления за сборную
В 1912 году дебютировал в официальных матчах в составе национальной сборной Италии. В течение карьеры в национальной команде, которая длилась всего 1 год, провёл в форме главной команды страны 2 матча. В составе сборной был участником футбольного турнира на Олимпийских играх 1912 года в Стокгольме.